# Bergischer Schlotterkamm
Der Bergische Schlotterkamm ist eine alte bergische Haushuhnrasse.

## Ursprung
Der bergische Schlotterkamm wird seit dem 19. Jahrhundert beschrieben. Obwohl in der älteren Literatur aufgrund des Körperbaus und der großen Kämme eine Verwandtschaft mit spanischen Rassen angenommen wurde, hat molekulargenetische Forschung dies nicht nachweisen können. Es wurde allerdings festgestellt, dass die Rasse einen sehr nahen Verwandten hat, nämlich der aus der gleichen Gegend stammende Krüper. Letztendlich wurden mehrere lokale Landrassen unter dem Namen Schlotterkamm zusammengefasst:

### Der schwarze Schlotterkamm
Am bekanntesten war die schwarze Variante, die als typisch bergisch galt. Bekannt war sie besonders wegen der ausgezeichneten Legeleistung.

### Das holthäuser Huhn
Das schwarz-silberne holthäuser Huhn kam auch in Westfalen und der restlichen Rheinprovinz vor. Da es einen verlängerten Krähruf hatte, wurde es sowohl zu den Schlotterkämmen als auch zu den Bergischen Krähern gerechnet. Das ursprüngliche holthäuser Huhn ist zwischenzeitlich ausgestorben gewesen. Die Exemplare in der heutigen Zeit sind Rückzüchtungen aus schwarzen Schlotterkämmen, Thüringer Barthühnern und bergischen Krähern.

### Das bergische Kukukshuhn
Dieses gesperberte Huhn galt bereits im 19. Jahrhundert als fast ausgestorben. Es besaß große Ähnlichkeit mit dem schwarzen Schlotterkamm und stand im bergischen Dialekt auch bekannt als „Leyendecker“ (Schieferdachdecker).

## Eigenschaften
Das robuste und derbe Landhuhn ist ein guter Futtersucher und fleißiger Leger. Der Kamm der Hennen ist abgeknickt und liegt auf dem Kopf. Dies wird Schlotterkamm genannt und gab der Rasse ihren Namen.
Die Tiere benötigen viel Auslauf und wegen der großen Kämme im Winter frostfreie Ställe und besondere Pflege. Die Literatur empfiehlt die großen Kämme und Kehllappen im Winter zum Schutz vor Erfrierungen regelmäßig mit Melkfett oder Ähnlichem einzureiben. Die Dobbelungszeichnung von zwei Farbschlägen ist eine Besonderheit der bergischen Landhuhnrassen.
Der Bruttrieb der Tiere ist kaum ausgebildet, dafür handelt es sich um flugtüchtige und sehr lebhafte Tiere, die sehr zutraulich werden können.
Die Legeleistung ist mit 150 Eier pro Jahr durchschnittlich. In der Vergangenheit wurden die Tiere wahrscheinlich mehr auf Leistung selektiert, da der Schlotterkamm am Anfang des 20. Jh. als produktivstes Legehuhn Deutschlands beschrieben wurde.

## Bestand und Gefährdung
Der Bergische Schlotterkamm ist selten und gilt als gefährdete Nutztierrasse. Der BDRG sowie die GEH haben die Rasse in der Roten Liste der gefährdeten Nutztierrassen 2013 in die höchste Gefährdungsklasse I (extrem gefährdet) eingestuft. Danach gab es 2009 in Deutschland nur noch 66 Hähne und 296 Hennen. Bis 2013 sank der Bestand auf 46 Hähne und 213 Hennen.
Die Rasse wurde 2001 zusammen mit der Bayerischen Landgans, dem Bergischen Kräher und dem Krüper von der Gesellschaft zur Erhaltung alter und gefährdeter Haustierrassen (GEH) zur „Gefährdeten Nutztierrasse des Jahres“ erklärt.

## Zwergform
Die Zwergform existiert nur im Farbschlag schwarz-weißgedobbelt. Sie wurde in Deutschland erzüchtet. Der Hahn wiegt 900 Gramm und die Henne 800 Gramm. Die Legeleistung beträgt 150 Eier im Jahr. Diese sind weiß und haben ein Gewicht von 40 Gramm.